# (3555) Miyasaka
(3555) Miyasaka es un asteroide perteneciente al cinturón de asteroides, descubierto el 6 de octubre de 1931 por Karl Wilhelm Reinmuth desde el Observatorio de Heidelberg-Königstuhl, Alemania.

## Designación y nombre
Designado provisionalmente como 1931 TC1. Fue nombrado Miyasaka en honor al astrónomo japonés Seidai Miyasaka.